# トゥオンズオン県
トゥオンズオン県（トゥオンズオンけん、ベトナム語：Huyện Tương Dương / 縣襄陽? ）は、ベトナム社会主義共和国ゲアン省の県。面積は2,812.07 km²、人口は83,640人（2018年）である。

## 行政区画
1市鎮16社を管轄する。